# 霍爾斯特德鎮區 (堪薩斯州哈維縣)
霍爾斯特德鎮區（英語：Halstead Township）為美國堪薩斯州哈維縣轄下的鎮區。2010年美国人口普查中此鎮區人口有365人。

## 地理
霍爾斯特德鎮區涵蓋總面積為91.8平方（35.46平方英里），其中陸地面積為91.8平方（35.44平方英里），水域面積為0.052平方（0.02平方英里）或0.06%。海拔高度427（1,401英尺）。

## 人口統計
根據2010年美國人口普查，霍爾斯特德鎮區人口有365人，其中男性有174人，女性有191人，人口密度為每平方公里3.98人，住房計163戶。鎮區內的白人有356人，非裔美國人有0人，美洲原住民有1人，亞裔美國人有0人，太平洋島裔美國人有0人，其他種族有2人，混血種族則有6人。此外鎮區內有3人為西班牙裔或拉丁裔美國人。此鎮區之年齡中位數為47.2歲，而男性年齡中位數為49.0歲，女性年齡中位數為44.2歲。

## 交通

### 主要公路
- 50號美國國道
- 89號堪薩斯州州道